# Jan Gehl
Jan Gehl (født 17. september 1936 i København) er en dansk arkitekt og byplanlægger.
I sin praksis har Gehl især haft fokus på analyse og forbedring af byrum. Han har spillet en væsentlig rolle for fredeliggørelsen af trafikerede byrum og omdannelse til gågademiljøer.
Han har for denne indsats fået N.L. Høyen medaljen af Akademirådet. Jan Gehl skal ændre Sydneys centrum, således at det bliver lettere fremkommeligt for fodgængere og cyklister. Efter planen skal det være færdigt i 2030.
18. juni 2009 kom Jan Gehl på finansloven og vil dermed modtage støtte fra Statens Kunstfond indtil sin død. 
8. juni 2012 modtog han Akademisk Arkitektforenings Æresmedalje.

## Bøger
- Livet mellem husene (1971)
- Byer for mennesker (2010)
- Bylivsstudier (2013)